# Reichsstatthalter
Amb el terme de Reichsstatthalter (alemany: [ˈʁaɪçsˌʃtathaltɐ], en català "governador general" o "governador del Reich") s'entenia un alt funcionari encarregat de l'administració d'un territori del Reich. El títol s'utilitzà tant a l'Alemanya guillerminiana del II Reich com a l'Alemanya nazi.

## Statthalter del Reich (1879–1918)
El càrrec de Statthalter des Reiches (també conegut com a Reichsstatthalter) fou instituït el 1879 pel II Reich per al territori d'Alsàcia-Lorena, conquerit vuit anys abans arran de la Guerra Franco-pprussiana. Entre 1871-1879 el territori fou governat per un Oberpräsident. El càrrec de Reichsatthalter estigué en vigor fins al 1918 quan Alsàcia-Lorena tornà a França coma conseqüència de la fi de la I Guerra Mundial.
| 1 Octubre 1879 – 17 Juny 1885  | Baró Edwin von Manteuffel (1809–1885), fins a la seva mort |
| 17 Juny 1885 – 5 Octubre 1885  | no identificat                                             |
| 5 Octubre 1885 – 1894          | Príncep Chlodwig zu Hohenlohe-Schillingfürst (1819–1901)   |
| Octubre 1894 – 31 Octubre 1907 | Príncep Hermann zu Hohenlohe-Langenburg (1832–1913)        |
| 1 Novembre 1907 – 1914         | Comte Karl von Wedel (1842–1919)                           |
| 1 Maig 1914 – 1918             | Nikolaus von Dallwitz (1855–1919)                          |
| 14 Octubre – 21 Novembre 1918  | Rudolf Schwander (1868–1950)                               |

## Alemanya nazi

Els Estats alemanys que componien la República de Weimar. Waldeck-Pyrmont s'incorporà a Prússia el 1928/29. El territori del Sarre fou un protectorat de la Societat de Nacions fins al 1935. Danzig fou una ciutat estat independent d'Alemanya.

Durant el III Reich els nazis reinstituiren el càrrec de Reichsstatthalter amb l'objectiu de controlar la totalitat dels Ländern (o estats federats) després de la victòria a les eleccions del 1933. Per tant, els Reichsstathalter foren durant un cert temps una figura paral·lela a la dels presidents dels diferents estats. Posteriorment, els governs dels parlaments i estats federats foren successivament abolits en el procés de Gleichschaltung ("coordinació").
Poques setmanes després que es promulgués la Llei de Capacitació per la qual Adolf Hitler esdevenia de fet dictador d'Alemanya entrava en vigor la Segona Llei de coordinació dels estats amb el Reich (Zweites Gesetz zur Gleichschaltung der Länder mit dem Reich), concretament el 7 d'abril 1933. Aquesta llei permetia que el govern designés un Governador del Reich a cada estat federat. Aquests governadors tenien la potestat de supervisar a cada territori la posada en pràctica de les directives polítiques del canceller Adolf Hitler. De fet, actuaven com a vertaders procònsols amb completa autoritat. Entre les seves capacitats figuraven: 
- nomenament i destitució dels primers  ministres de cada estat
- dissolució dels parlaments dels Ländern i convocatòria de noves eleccions.
- promulgació de les lleis del Land.
- nomenament i destitució dels principals representants del Land com també els jutges
- dret d'amnistia

A Prússia, el Land més gran de tots, Hitler ja tenia el control total arran del Preußenschlag de març del 1932, un any abans de l'accés al govern dels nazis. Tot i això, delegà el poder en Hermann Göring, que fou nomenat primer ministre prussià sense la convocatòria prèvia d'unes eleccions. Les províncies de Prússia foren administrades per un Oberpräsident, normalment un Gauleiter local.

### Llei per a la Reconstrucció del Reich (1934)
La Llei per a la Reconstrucció del Reich (en alemany: Gesetz über den Neuaufbau des Reiches)  fou aprovada el 30 de gener del 1934, en el primer aniversari de la pujada al poder de Hitler. Formalment desfederalitzava Alemanya per primera vegada en la seva curta història. Tot i així, de fet el país s'havia centralitzat amb la Llei de Capacitació i el nomenament de governadors del Reich. Amb aquesta llei els poders dels estats federats passaven al govern central i els seus parlamnets (Landatg) quedaven igualment abolits. Els governadors del Reich eren responsables davant el Ministre de l'Interior, Wilhelm Frick. Els estats federats, per tant, quedaven reduïts a simples províncies.

### Llei de Governadors del Reich (1935)
Segons aquesta llei (Reichsstatthaltergesetz) de 30 de gener del 1935, els governadors del Reich es convertien en representants permanents del govern de Berlín amb la missió de controlar l'execució de les polítiques impulsades pel Führer und Reichskanzler (Hitler). Tenien l'autoritat d'"informar" les autoritats locals de les directives i mesures que calguessin per a aplicar el designat pel dictador. Els Reichsstatthalter també estaven capacitats per assumir les funcions de govern de l'estat. A més, podien designar els alcaldes tant de les principats ciutats com d'aquelles localitats inferiors a 100.000 habitants. 

### Anschluss

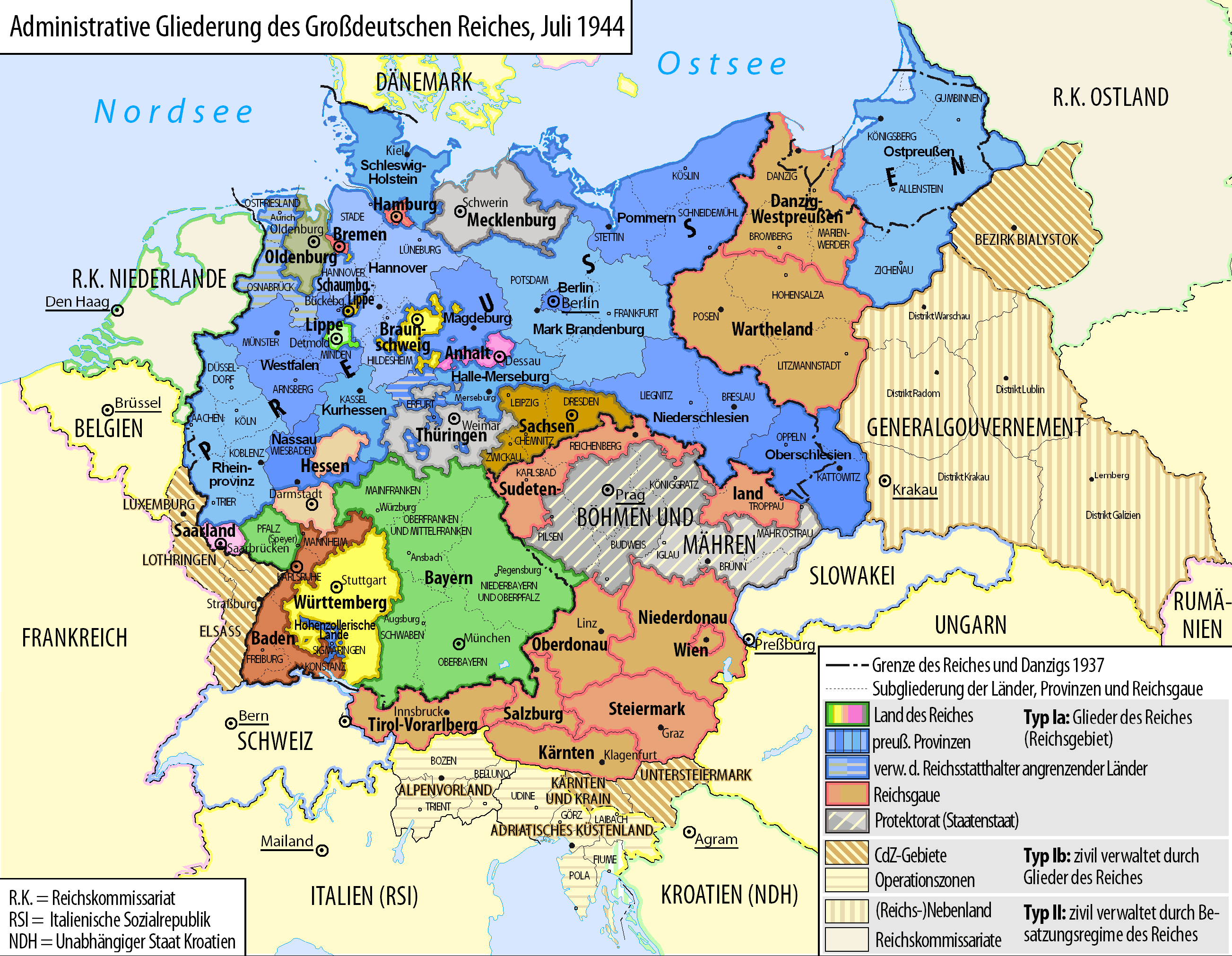
Els estats (de facto abolits) i les àrees annexionades per l'Alemanya nazi el 1944.

Després de l'Anschluss ("unió") amb Alemanya, el darrer Canceller austríac de preguerra, Arthur Seyss-Inquart fou designat com a primer Reichsstatthalter (des del 15 de març del 1938 fins al 30 d'abril del 1939). Tot i això, delegarà aquesta tasca en del Comissari del Reich per a la reunificació d'Aústria amb el Reich alemany (Reichskomissar für die Wiedervereiningung Österreichs mit dem Deutschen Reich), Josef Bürckel, (en el càrrec des del 23 d'abril del 1938 fins al 31 de març del 1940). Per la resta, cada Land austríac original, amb l'excepció de Burgenland, tallat en dos, tindrà el seu propi Reichsstatthalter, generalment el seu darrer Primer Ministre. 
| Statthalter districte                                                                               | Seu       | Titular                                                                            |
| --------------------------------------------------------------------------------------------------- | --------- | ---------------------------------------------------------------------------------- |
| Baden (1940-45 Baden-Alsàcia (Baden-Elsaß)                                                          | Karlsruhe | Robert Heinrich Wagner                                                             |
| Baviera (Bayern)                                                                                    | Múnic     | Franz Ritter von Epp                                                               |
| Brunsvic Anhalt                                                                                     | Dessau    | 1933–1935 Wilhelm Friedrich Loeper 1935–1937 Fritz Sauckel 1937–1945 Rudolf Jordan |
| Hamburg                                                                                             | Hamburg   | Karl Kaufmann                                                                      |
| Hessen (Hessen)                                                                                     | Darmstadt | Jakob Sprenger                                                                     |
| Lippe Schaumburg-Lippe                                                                              | Detmold   | Alfred Meyer                                                                       |
| Mecklenburg-Schwerin Lübeck Mecklenburg-Strelitz (1934-37 Mecklenburg/Lübeck) (1937-45 Mecklenburg) | Schwerin  | Friedrich Hildebrandt                                                              |
| Oldenburg / Bremen                                                                                  | Oldenburg | 1933-42 Carl Röver 1942-45 Paul Wegener                                            |
| Prússia                                                                                             | Berlín    | 1933-35 Adolf Hitler 1935-45 Hermann Göring (acting)                               |
| Saxònia                                                                                             | Dresden   | Martin Mutschmann                                                                  |
| Turíngia (Thüringen)                                                                                | Weimar    | Fritz Sauckel                                                                      |
| Württemberg                                                                                         | Stuttgart | Wilhelm Murr                                                                       |

| Statthalter districte                               | Seu         | Titular |
| --------------------------------------------------- | ----------- | --- |
| Danzig-Prússia Occidental (Danzig-Westpreußen)      | Danzig      | 1939-45 Albert Forster |
| Caríntia (Kärnten)                                  | Klagenfurt  | 1 Abril 1940 - 27 Novembre 1941 Wladimir von Pawlowski 1941-45 Friedrich Rainer (des d'abril 1941, Cap del Govern Civil de la Baixa Cartíntia i alta Carniola; des del 10 de setembre del 1943, també Comissari Especial per a la costa adriàtica |
| Baix Danubi (Niederdonau)                           | Viena       | 1 Abril 1940 - 8 Maig 1945 Hugo Jury |
| Alt Danubi (Oberdonau), i.e. Ober-österreich        | Linz        | 1 Abril 1940 - 5 Maig 1945 August Eigruber |
| Salzburg                                            | Salzburg    | 1 Abril 1940 - 29 Novembre 1941 Friedrich Rainer (cfr. Carinthia) 29 Novembre 1941 - 4 Maig 1945 Gustav Adolf Scheel |
| Estíria (Steiermark)                                | Graz        | 1940-45 Siegfried Uiberreither |
| Sudetenland                                         | Reichenberg | 1939-45 Konrad Henlein |
| Tirol-Vorarlberg (Tirol-Vorarlberg)                 | Innsbruck   | 1 Abril 1940 - 3 Maig 1945 Franz Hofer (des del 10 Setembre de 1943, també Comisionat especial de la Zona d'Operacions dels Prealps, i.e. Tirol del Sud - Belluno, Bozen (Bolzano) i el Trentino quan van ser integrats al Tirol)                 |
| Wartheland (a Polònia)                              | Poznan      | 1939-45 Arthur Greiser |
| Westmark (Renània-Palatinat, Saarland, i la Lorena) | Saarbrücken | 1941-44 Josef Bürckel 1944-45 Willi Stöhr |
| Viena (Wien)                                        | Viena       | 1 Abril 1940 - 10 Agost 1940 Josef Bürckel, anterior Reichskommissar 10 Agost 1940 - 12 Abril 1945 Baldur von Schirach |